# Campanha de Fernando Haddad ao governo de São Paulo em 2022
A campanha de Fernando Haddad ao governo de São Paulo em 2022 foi oficializada em 23 de julho de 2022 em São Paulo. O ex-prefeito Fernando Haddad buscará eleição como governador de São Paulo. A vice na chapa será Lúcia França, ex-primeira-dama de São Paulo.

## Candidatos
Os seguintes políticos anunciaram a sua candidatura. Os partidos políticos tiveram até 15 de agosto de 2022 para registrar formalmente os seus candidatos.
| Coligação Juntos por São Paulo                                                                                             |                                                                                      |
| |                                                                                      |
| Fernando Haddad | Lúcia França                                                                         |
| |                                                                                      |
| para governador | para vice-governadora                                                                |
| Prefeito de São Paulo de 1° de janeiro de 2013 até 1º de janeiro de 2017                                                   | Primeira-dama do estado de São Paulo de 6 de abril de 2018 até 1º de janeiro de 2019 |
| Integrantes: - Federação Brasil da Esperança (PT, PCdoB e PV) - Partido Socialista Brasileiro - Federação PSOL REDE - Agir |                                                                                      |